# 楊一奇
楊一奇（1494年—？年），字彦卿，號莎谷，山西太原府交城縣人，匠籍。

## 生平
治《易經》，行三，嘉靖元年（1522年）山西鄉試第三十四名舉人，年三十歲中式嘉靖二年（1523年）癸未科會試第二百七十二名，第三甲第八十四名進士。授河南嵩县知县，升陝西鄜州知州，未赴任。

## 家族
曾祖杨凤。祖父杨文素。父杨忠。母支氏。具庆下。兄子慶、子餘。